# Kubat Selim
Kubat Selim (Gent, 15 juli 1987) is een Belgisch bokser van Turkse afkomst.  

## Levensloop
Selim werd meerdere malen Vlaams en Belgisch kampioen bij de zwaargewichten.
Hij heeft sinds 2015 een boksclub in de Brugse Poort te Gent.